# Flandriencross
Le Flandriencross est une course de cyclo-cross organisée à Hamme-Zogge, en Belgique. L'épreuve est créée en 2002 sous le nom de Bollekescross. La course est une manche du Superprestige de 2004 à 2013. À partir de 2014, la course fait partie du Trophée Banque Bpost, devenu Trophée des AP Assurances en 2016-2017, puis X²O Badkamers Trofee en 2020. En 2014, elle est renommée Flandriencross en hommage au triple lauréat du Trophée Flandrien Greg Van Avermaet, qui est né et a grandi à Hamme.

## Palmarès

### Hommes élites
| Année    | Vainqueur            | Deuxième               | Troisième              |
| -------- | -------------------- | ---------------------- | ---------------------- |
| 2002     | Sven Nys             | Bart Wellens           | Mario De Clercq        |
| 2003     | Mario De Clercq      | Ben Berden             | Tom Vannoppen          |
| 2004     | Sven Vanthourenhout  | Tom Vannoppen          | Sven Nys               |
| 2005     | Sven Nys             | Bart Wellens           | Tom Vannoppen          |
| 2006     | Sven Nys             | Bart Wellens           | Erwin Vervecken        |
| 2007     | Sven Nys             | Zdeněk Štybar          | Bart Wellens           |
| 2008     | Sven Nys             | Klaas Vantornout       | Bart Wellens           |
| 2009     | Zdeněk Štybar        | Sven Nys               | Klaas Vantornout       |
| 2010     | Sven Nys             | Klaas Vantornout       | Niels Albert           |
| 2011     | Zdeněk Štybar        | Kevin Pauwels          | Sven Nys               |
| 2012     | Sven Nys             | Niels Albert           | Lars van der Haar      |
| 2013     | Niels Albert         | Sven Nys               | Philipp Walsleben      |
| 2014     | Wout van Aert        | Mathieu van der Poel   | Philipp Walsleben      |
| 2015     | Wout van Aert        | Sven Nys               | Kevin Pauwels          |
| 2016     | Mathieu van der Poel | Wout van Aert          | Laurens Sweeck         |
| 2017     | Mathieu van der Poel | Wout van Aert          | Michael Vanthourenhout |
| 2018     | Mathieu van der Poel | Tom Meeusen            | Laurens Sweeck         |
| 2019     | Mathieu van der Poel | Laurens Sweeck         | Tim Merlier            |
| 2021     | Mathieu van der Poel | Wout van Aert          | Laurens Sweeck         |
| 2022     | Laurens Sweeck       | Toon Aerts             | Eli Iserbyt            |
| 2023     | Wout van Aert        | Eli Iserbyt            | Michael Vanthourenhout |
| 2024     | Mathieu van der Poel | Michael Vanthourenhout | Eli Iserbyt            |
| 2024 (2) | Niels Vandeputte     | Eli Iserbyt            | Felipe Orts            |

### Femmes élites
| Année     | Vainqueur            | Deuxième               | Troisième         |
| --------- | -------------------- | ---------------------- | ----------------- |
| 2007      | Loes Sels            | Katrien Aerts          | Hilde Quintens    |
| 2008-2010 | non-disputé          |                        |                   |
| 2011      | Daphny van den Brand | Pauline Ferrand-Prévot | Sanne Cant        |
| 2012      | Sanne van Paassen    | Pavla Havlíková        | Sanne Cant        |
| 2013      | Nikki Harris         | Sanne Cant             | Sophie de Boer    |
| 2014      | Sanne Cant           | Ellen Van Loy          | Helen Wyman       |
| 2015      | Helen Wyman          | Sanne Cant             | Nikki Harris      |
| 2016      | Sanne Cant           | Maud Kaptheijns        | Thalita de Jong   |
| 2017      | Sanne Cant           | Ellen Noble            | Katherine Compton |
| 2018      | Annemarie Worst      | Sanne Cant             | Ellen Van Loy     |
| 2019      | Annemarie Worst      | Sanne Cant             | Ceylin Alvarado   |
| 2021      | Ceylin Alvarado      | Denise Betsema         | Manon Bakker      |
| 2022      | Lucinda Brand        | Shirin van Anrooij     | Denise Betsema    |
| 2023      | Fem van Empel        | Shirin van Anrooij     | Ceylin Alvarado   |
| 2024      | Fem van Empel        | Lucinda Brand          | Manon Bakker      |
| 2024 (2)  | Ceylin Alvarado      | Lucinda Brand          | Sara Casasola     |

### Hommes espoirs
| Année    | Vainqueur            | Deuxième                | Troisième          |
| -------- | -------------------- | ----------------------- | ------------------ |
| 2004     | Radomír Šimůnek jr.  | Lars Boom               | Simon Zahner       |
| 2005     | Mike Thielemans      | Felix Gniot             | Jan Van Dael       |
| 2006     | Niels Albert         | Zdeněk Štybar           | Rob Peeters        |
| 2007     | Thijs van Amerongen  | Kenny Geluykens         | Dries Govaerts     |
| 2008     | Philipp Walsleben    | Kenneth Van Compernolle | Mitchell Huenders  |
| 2009     | Tom Meeusen          | Micki van Empel         | Vincent Baestaens  |
| 2010     | Jim Aernouts         | Stef Boden              | Vinnie Braet       |
| 2011     | Mike Teunissen       | Lars van der Haar       | Wietse Bosmans     |
| 2012     | David van der Poel   | Mike Teunissen          | Tim Merlier        |
| 2013     | Mathieu van der Poel | Wout van Aert           | Gianni Vermeersch  |
| 2014     | Laurens Sweeck       | Michael Vanthourenhout  | Yorben Van Tichelt |
| 2015     | Eli Iserbyt          | Daan Soete              | Nicolas Cleppe     |
| 2016     | Quinten Hermans      | Eli Iserbyt             | Adam Ťoupalík      |
| 2017     | Eli Iserbyt          | Yannick Peeters         | Thomas Joseph      |
| 2018     | Timo Kielich         | Yentl Bekaert           | Jenko Bonne        |
| 2019     | Niels Vandeputte     | Ryan Kamp               | Timo Kielich       |
| 2022     | Joran Wyseure        | Cameron Mason           | Gerben Kuypers     |
| 2023     | Joran Wyseure        | Lukas Vanderlinden      | Kay De Bruyckere   |
| 2024     | Seppe van den Boer   | Lucas Janssen           | Wout Janssen       |
| 2024 (2) | Yordi Corsus         | Guus van den Eijnden    | David Haverdings   |

### Hommes juniors
| Année    | Vainqueur               | Deuxième          | Troisième               |
| -------- | ----------------------- | ----------------- | ----------------------- |
| 2004     | Tom Meeusen             | Wim Leemans       | Ricardo van der Velde   |
| 2005     | Mitchell Huenders       | Laurens De Vreese | Kenneth Van Compernolle |
| 2006     | Vincent Baestaens       | Kevin Eeckhout    | Ramon Sinkeldam         |
| 2007     | Lars van der Haar       | Kaj Slenter       | Zeb Willems             |
| 2008     | Tijmen Eising           | Wietse Bosmans    | Lars van der Haar       |
| 2009     | David van der Poel      | Mike Teunissen    | Gert-Jan Bosman         |
| 2010     | Stan Godrie             | Diether Sweeck    | Douwe Verberne          |
| 2011     | Mathieu van der Poel    | Wout van Aert     | Yorben Van Tichelt      |
| 2012     | Mathieu van der Poel    | Quinten Hermans   | Ben Boets               |
| 2013     | Yannick Peeters         | Thomas Joseph     | Kobe Goossens           |
| 2014     | Jappe Jaspers           | Thijs Wolsink     | Jenko Bonne             |
| 2015     | Florian Vermeersch      | Jappe Jaspers     | Alex Colman             |
| 2016     | Tom Pidcock             | Ben Turner        | Niels Vandeputte        |
| 2017     | Loris Rouiller          | Gerben Kuypers    | Ben Tulett              |
| 2018     | Thibau Nys              | Joran Wyseure     | Joachim Van Looveren    |
| 2019     | Victor Van de Putte     | Arne Baers        | Jelle Harteel           |
| 2022     | David Haverdings        | Yordi Corsus      | Aaron Dockx             |
| 2023     | Guus van den Eijden     | Sil De Brauwere   | Stan Van Grieken        |
| 2024     | Albert Withen Philipsen | Valentin Hofer    | Tibo Vancompernolle     |
| 2024 (2) | Arthur Van Den Boer     | Ryan Laenen       | Athur Janssens          |

### Femmes juniors
| Année | Vainqueur          | Deuxième      | Troisième  |
| ----- | ------------------ | ------------- | ---------- |
| 2023  | Xenna De Bruyckere | Alicja Matuła | Maud Adams |